# Igreja Paroquial de Arada

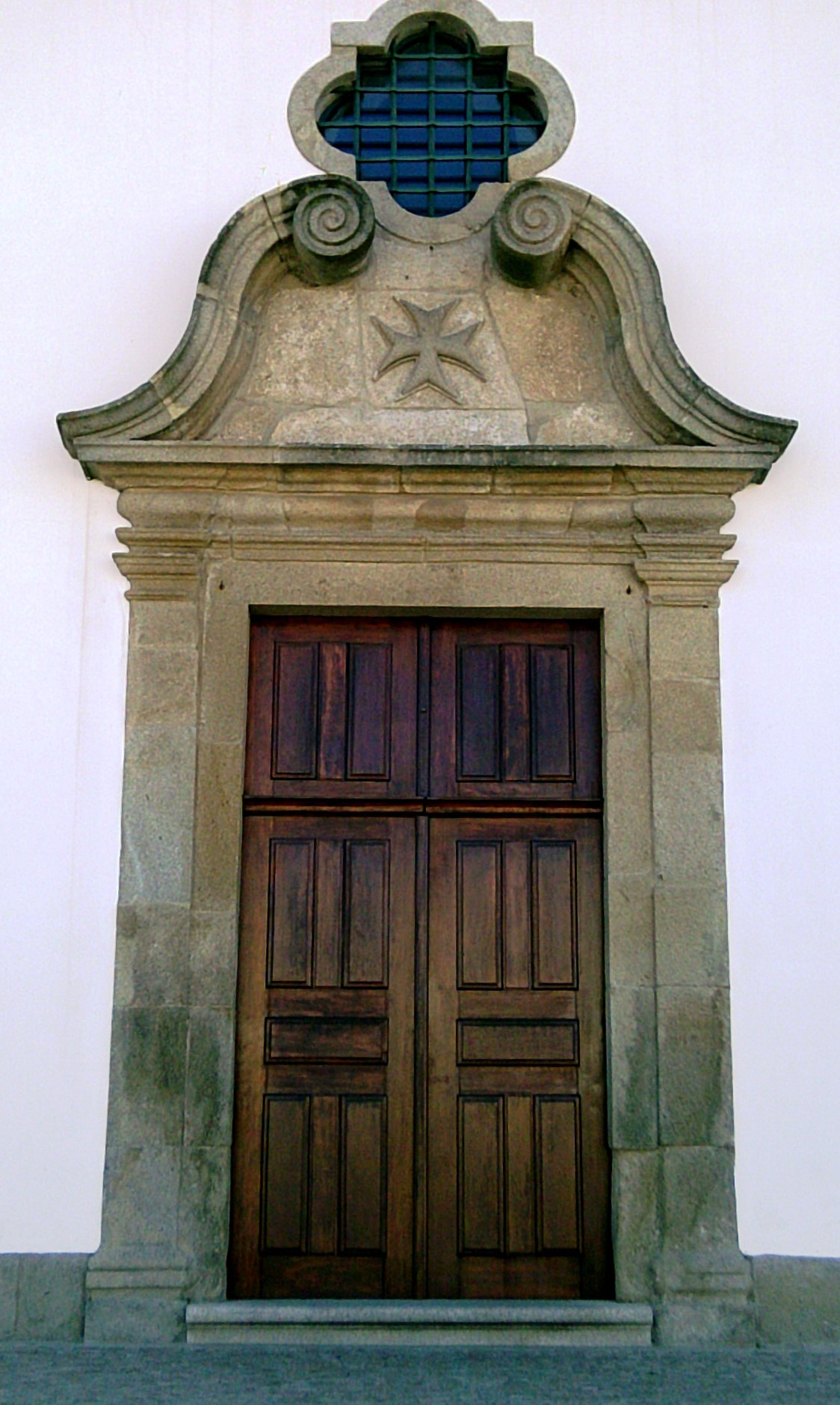
Igreja Paroquial de Arada: portada. Observe-se a Cruz da Ordem de Malta.

A Igreja Paroquial de Arada, também referida como Igreja de São Martinho, localiza-se em Arada, na atual Freguesia de União das freguesias de Ovar, São João, Arada e São Vicente de Pereira Jusã, Município de Ovar, Distrito de Aveiro, em Portugal.

## História
Este templo, sob a invocação de São Martinho, terá sido edificado na primeira metade do século XVIII sobre os restos de outro, mais antigo.
Sofreu obras de ampliação e reforma nos séculos XIX e XX.
Em nossos dias, sofreu intervenção de conservação em termos de arranjos exteriores (2006).

## Características
De dimensões modestas, apresenta torre à esquerda na fachada principal, e novas casas de arrumos em ambos os alçados lateriais, para a parte da cabeceira.
A sua fachada é austera, de cunhais tratados como pilastras, empena de linhas direitas e vincadas de cantaria.
Internamente apresenta nave de planta longitudinal, capela-mor, sacristia e anexos.
No extremo do terreiro próximo da igreja vê-se um cruzeiro do tipo coluna, em que a parte mais antiga é o pequeno pedestal.
Em tempos, foi encontrado perto e trazido para junto da igreja um fragmento de pedra tendo gravada uma cruz inscrita num círculo e de braços em curva, no chamado tipo de cruz de sagração, no tamanho vulgar das estepes fúnebres. Ainda aí foi colocado um pedestal de cruzeiro com data do final setecentista, acredita-se que vindo do Senhor do Calvário.